# Gabriel Vahanian
Gabriel Vahanian (né le 24 janvier 1927 à Marseille et mort le 30 août 2012 à Strasbourg) est un théologien français qui s'est fait connaître en publiant en 1961 aux États-Unis La Mort de Dieu. Il fut professeur à l'université de Syracuse dans l'État de New York et à la faculté de théologie protestante de l'université Marc Bloch de Strasbourg.

## Biographie
Né à Marseille de parents arméniens, Gabriel Vahanian passe son bac à Valence en 1945. Il étudie ensuite la théologie protestante à Paris pendant trois ans. Il décroche une bourse pour une année d’étude à la Faculté de théologie de l'Université de Princeton. Il y obtient sa maîtrise et l’autorisation de poursuivre en doctorat, qu’il soutient en 1958 sur "Le Protestantisme et les arts". Il soutiendra une seconde thèse en 1978 à Strasbourg, pour satisfaire aux exigences de l’Université française. Il est chargé de cours à Princeton, ce qui lui permet de financer ses études.

## Carrière
Sa carrière universitaire se poursuit à l’Université de Syracuse, de 1958 à 1984. Il y crée le programme d'études du troisième cycle en religion. Il est ensuite élu professeur d’éthique à la Faculté de théologie protestante de Strasbourg, jusqu’à sa retraite en 1995. 
En 1961, il sort The Death of God (sorti en France en 1962 sous le titre La Mort de Dieu). Vahanian y critique la manière dont les américains conçoivent Dieu et la manière dont ils vivent la religion dans la société des années cinquante. Il y explique que le Dieu omniprésent des États-Unis est très éloigné du Dieu de la Bible.

« The Christian era has bequeathed us the 'death of God,' but not without teaching us a lesson. God is not necessary; that is to say, he cannot be taken for granted. He cannot be used merely as a hypothesis, whether epistemological, scientific, or existential, unless we should draw the degrading conclusion that 'God is reasons.' On the other hand, if we can no longer assume that God is, we may once again realize that he must be. God is not necessary, but he is inevitable. He is wholly other and wholly present. Faith in him, the conversion of our human reality, both culturally and existentially, is the demand he still makes upon us. »

« L'ère chrétienne nous a légué la « mort de Dieu », mais pas sans nous donner une leçon. Dieu n'est pas nécessaire, c'est-à-dire qu'il ne peut pas être tenu pour acquis. Il ne peut pas simplement être pris comme une hypothèse, qu'elle soit épistémologique, scientifique ou existentielle, sans quoi nous devrions tirer la conclusion dégradante que "Dieu est raisons". D'un autre côté, si nous ne pouvons pas supposer que Dieu est, nous devons alors reconnaître qu'il doit être. Dieu n'est pas nécessaire, mais il est inévitable. Il est totalement autre et totalement présent. Avoir foi en lui, la conversion de notre réalité humaine, à la fois culturelle et existentielle, est la demande qu'il continue à nous faire. »

Le théologien allemand Rudolf Bultmann considère La Mort de Dieu comme un événement majeur dans la critique théologique. Il exprime son enthousiasme dans une lettre publiée dans l’édition allemande de l’ouvrage, Kultur ohne Gott (1973).
Par la suite, Gabriel Vahanian oriente ses recherches théologiques sur le thème de la technique, une problématique qui est également au centre de l’œuvre de Jacques Ellul. Mais autant ce dernier propose une vision pessimiste, très critique, de ce qu’il appelle le "système technicien", autant Vahanian voit les choses de manière plus optimiste: en s’appuyant sur le concept d’utopie, il pointe les affinités mutuelles qui unissent la foi chrétienne et la technique. Il s’agit, pour le chrétien soucieux de rester fidèle à la tradition biblique, de changer le monde (ici et maintenant) bien plus que de changer de monde (dans l’au-delà). La théologie de Gabriel Vahanian met l’accent sur le Dieu qui règne plus que sur le Dieu qui sauve. Cette thématique est développée dans son maître-ouvrage Dieu et l’utopie, l’Église et la technique, paru en 1977.
En 1989, il publie Dieu anonyme, présentation accessible des grands thèmes de sa pensée, comprenant une confession de foi trinitaire, synthèse de sa théologie et de son style.
Durant sa période américaine, Gabriel Vahanian multiplie les conférences, devenant, au gré des traductions, le théologien français le plus connu dans le monde, à l’exception de son pays d’origine, où son influence reste limitée. Il a régulièrement publié des articles dans des revues comme The Nation, The Christian Century, Foi et vie, Réforme et la Biblioteca dell'Archivio di filosofia.

## Sources
- Le site dédié à Gabriel Vahanian
- revue Evangile et Liberté n°263, novembre 2012